# Peter Heijkoop
P.J. (Peter) Heijkoop (Dordrecht, 22 februari 1983) is een Nederlands politicus en bestuurder. Hij is lid van het CDA. Sinds 19 september 2024 is hij burgemeester van Leiden.

## Jeugd, opleiding en loopbaan
Heijkoop is geboren in Dordrecht en woonde de eerste negentien jaar van zijn leven op een boerderij in Oud-Alblas. Daarna woonde hij in Rotterdam en op zijn tweeëntwintigste kwam hij in Dordrecht te wonen. Hij studeerde gezondheidswetenschappen aan de Erasmus Universiteit Rotterdam. Hij werkte van 2008 tot 2012 bij Espria en van 2012 tot 2016 in het managementteam bij Woonzorg Nederland. Van 2016 tot 2024 was hij lid van de raad van advies van de Hogeschool Inholland. Van 2024 tot 1 januari 2025 was hij voorzitter van de raad van toezicht van de Stichting Kindercentra Gorinchem.

## Politieke loopbaan
Heijkoop werd binnengehaald door toenmalig CDA-wethouder Dion van Steensel en begon in 2010 als burgerraadslid in Dordrecht. In december 2011 werd hij namens het CDA gemeenteraadslid in Dordrecht. Na de gemeenteraadsverkiezingen van 2014 werd hij er fractievoorzitter van het CDA. In juli 2016 werd hij er wethouder en locoburgemeester als opvolger van CDA-wethouder Bert van de Burgt, die met pensioen ging. Hij was lijsttrekker bij de gemeenteraadsverkiezingen van 2018 en van 2022.
Heijkoop had als wethouder tot 2022 Werk en Inkomen, Zorg en Welzijn, Arbeidsmarkt en Onderwijs in zijn portefeuille. Daarnaast zat hij van 2016 tot 2024 in het bestuur van de Gemeenschappelijke Regeling Drechtsteden, waar hij voorzitter was van de Sociale Werkvoorziening Drechtwerk. Van 2018 tot 2024 zat hij het bestuur van de Vereniging van Nederlandse Gemeenten (VNG), waar hij voorzitter was van de commissie participatie, schuldhulpverlening en integratie.
In februari 2020 protesteerden centrumbewoners tegen de wijze waarop Heijkoop omgaat met de overlast van een daklozenopvang in hun buurt. Hij werd in januari 2021 door het vakblad Binnenlands Bestuur genomineerd als Beste Jonge Bestuurder onder de 40 in 2020. De titel ging uiteindelijk naar wethouder Samir Bashara uit Hoorn. Van juli 2021 tot 2024 was hij voorzitter van het CDA in Zuid-Holland. In november 2021 sprak hij op NPO Radio 1 over vroegsignalering van schulden door gemeenten. In januari 2022 gaf hij in de Stentor aan dat de regio Drechtsteden werkt met eigen bewindvoerders en daarmee naar eigen zeggen cliënten sneller van hun financiële problemen afhelpt dan commerciële partijen dat doen.
Van 2022 tot 2024 had Heijkoop als wethouder van Dordrecht Volkshuisvesting (inclusief beschermd wonen & maatschappelijke opvang), Financiën, Werk & Inkomen, Armoede & Schulden, Inburgering, Kinderopvang & Primair onderwijs, Bibliotheek, Dordtpas en Vrijwilligersbeleid in zijn portefeuille. Van 2022 tot 2024 vertegenwoordigde hij Dordrecht bij de Bank Nederlandse Gemeenten.

## Burgemeester van Leiden
Op 19 september 2024 werd Heijkoop burgemeester van Leiden. Hij werd verantwoordelijk voor Bestuur, Veiligheid en Handhaving. Namens Leiden werd hij lid van de Vereniging van Burgemeesters van Gemeenten in Zuid-Holland, van de Rijn-, Duin- en Bollenkring (Burgemeesterskring) en van de bestuursadviescommissie Zorg en Veiligheid.

## Privéleven
Heijkoop en zijn vrouw hebben vier kinderen. Hij woonde in de Dordtse wijk Het Reeland en voetbalde bij Oranje Wit. Hij en zijn familie werden in september 2024 lid van de 3 October Vereeniging Leiden. Zijn vader Jan was burgemeester en zijn oom Dirk werd in 2016 burgemeester van Hardinxveld-Giessendam.